# Gra cieni
Gra cieni (hangul: 밀정, hancha: 密偵, MOCT: Mil-jeong, ang. The Age of Shadows) – południowokoreański thriller szpiegowski z 2016 roku w reżyserii Kim Jee-woona. W Korei Południowej miał swoją premierę 7 września 2016 roku. W rolach głównych wystąpili Song Kang-ho, Gong Yoo, Han Ji-min, Uhm Tae-goo oraz Shin Sung-rok.
Zdjęcia kręcono w Seulu. 3 września 2016 roku film został wyświetlony poza konkursem głównym w ramach 73. MFF w Wenecji.
Akcja filmu dzieje się w latach 20. XX wieku, kiedy Korea znajdowała się pod japońską okupacją.

## Obsada
- Song Kang-ho jako Lee Jung-chool
- Gong Yoo jako Kim Woo-jin
- Han Ji-min jako Yeon Gye-soon
- Uhm Tae-goo jako Hashimoto
- Shin Sung-rok jako Jo Hwe-ryung
- Heo Sung-tae jako Ha Il-soo
- Lee Seol-goo jako Oh Nam-won
- Shingo Tsurumi jako Higashi
- Kim Dong-young jako Ha Chul-joo
- Jung Yoo-ahn jako Hwang Ui-seo
- Go Joon jako Shim Sang-do
- Seo Young-joo jako Joo Dong-sung
- Kwon Soo-hyun jako Sun-gil
- Lee Hwan jako Park Dae-yi
- Kwak Ja-hyung jako Seo Jin-dol
- Yoo Sang-jae jako Hunter Park
- Jo Young-gyu jako Kim Hak-jin
- Choi Yu-hwa jako Kim Sa-hee
- Han Soo-yeon jako Mae-hyang
- Nam Moon-chul jako Kim Hwang-sub
- Kim Soo-woong jako Saito
- Choi Jang-won jako Noh Duk-soo
- Heo Hyung-gyu jako Jung Woo-sik
- Baek In-kwon jako Park Woong
- Jung Do-won jako Woo Ma-e
- Lee Soo-kwang jako Hideo
- Hiromitsu Takeda jako Takeda
- Shin Sung-il jako Park Ga
- Kim Ui-gun jako Heo Jung-goo
- Foster Burden jako Ludvik
- Izo Oikawa jako Umano
- Kazuhiko Ikebe jako Nakada
- Lee Byung-hun jako Jung Chae-san (cameo)
- Park Hee-soon jako Kim Jang-ok (cameo)

## Odbiór
W Korei Południowej zarobił 61 269 783 831 KRW. W serwisie Rotten Tomatoes ocena wyniosła 100% ze średnią oceną 7,3 na 10. Na portalu Metacritic średnia ocen wyniosła 78 punktów na 100.

## Nagrody i nominacje
| Rok  | Ceremonia                                     | Nagroda                        | Nagrodzony                | Wynik     | Źródło |
| ---- | --------------------------------------------- | ------------------------------ | ------------------------- | --------- | ------ |
| 2016 | 36. Korean Association of Film Critics Awards | Najlepszy Film                 | Gra cieni                 | Wygrana   | [ 1 ]  |
| 2016 | 36. Korean Association of Film Critics Awards | Najlepsza Muzyka               | Mowg                      | Wygrana   | [ 1 ]  |
| 2016 | 37. Blue Dragon Film Awards                   | Najlepszy film                 | Gra cieni                 | Nominacja | [ 1 ]  |
| 2016 | 37. Blue Dragon Film Awards                   | Najlepszy reżyser              | Kim Jee-woon              | Nominacja | [ 1 ]  |
| 2016 | 37. Blue Dragon Film Awards                   | Najlepszy aktor                | Song Kang-ho              | Nominacja | [ 1 ]  |
| 2016 | 37. Blue Dragon Film Awards                   | Najlepsza muzyka               | Mowg                      | Nominacja | [ 1 ]  |
| 2016 | 37. Blue Dragon Film Awards                   | Najlepszy aktor drugoplanowy   | Um Tae-goo                | Nominacja | [ 7 ]  |
| 2016 | 37. Blue Dragon Film Awards                   | Najlepsza scenografia          | Jo Hwa-seong              | Nominacja | [ 7 ]  |
| 2016 | 53. Grand Bell Awards                         | Najlepszy film                 | Gra cieni                 | Nominacja | [ 7 ]  |
| 2016 | 53. Grand Bell Awards                         | Najlepszy reżyser              | Kim Jee-woon              | Nominacja | [ 7 ]  |
| 2016 | 53. Grand Bell Awards                         | Najlepszy aktor                | Song Kang-ho              | Nominacja | [ 7 ]  |
| 2016 | 53. Grand Bell Awards                         | Najlepsza aktorka drugoplanowa | Han Ji-min                | Nominacja | [ 7 ]  |
| 2016 | 53. Grand Bell Awards                         | Najlepsza muzyka               | Mowg                      | Nominacja | [ 7 ]  |
| 2016 | 53. Grand Bell Awards                         | Najlepszy scenariusz           | Lee Ji-min, Park Jong-dae | Nominacja | [ 7 ]  |
| 2016 | 53. Grand Bell Awards                         | Najlepsze zdjęcia              | Kim Ji-yong               | Nominacja | [ 7 ]  |
| 2016 | 53. Grand Bell Awards                         | najlepszy aktor drugoplanowy   | Uhm Tae-goo               | Wygrana   | [ 1 ]  |
| 2016 | 53. Grand Bell Awards                         | Najlepsza scenografia          | Jo Hwa-sung               | Wygrana   | [ 1 ]  |
| 2017 | 11. Asian Film Awards                         | Najlepszy film                 | Gra cieni                 | Nominacja | [ 1 ]  |
| 2017 | 11. Asian Film Awards                         | Najlepsze zdjęcia              | Kim Ji-yong               | Nominacja | [ 1 ]  |
| 2017 | 11. Asian Film Awards                         | Najlepszy kompozytor           | Mowg                      | Wygrana   | [ 1 ]  |
| 2017 | 53. Baeksang Arts Awards                      | Najlepszy film                 | Gra cieni                 | Nominacja | [ 7 ]  |
| 2017 | 53. Baeksang Arts Awards                      | Najlepszy reżyser              | Kim Jee-woon              | Wygrana   | [ 7 ]  |
| 2017 | 53. Baeksang Arts Awards                      | Najlepszy aktor                | Song Kang-ho              | Wygrana   | [ 7 ]  |
| 2017 | 53. Baeksang Arts Awards                      | Najlepszy aktor drugoplanowy   | Uhm Tae-goo               | Nominacja | [ 7 ]  |
| 2017 | 53. Baeksang Arts Awards                      | Najlepsza aktorka drugoplanowa | Han Ji-min                | Nominacja | [ 7 ]  |
| 2017 | 53. Baeksang Arts Awards                      | Najlepszy scenariusz           | Lee Ji-min, Park Jong-dae | Nominacja |        |